# Carl Christian Feddersen
Carl Christian Feddersen (* 9. März 1876 in Tønder; † 8. Februar 1936 in Keitum) war ein norddeutscher Zeichner und Landschaftsmaler.

## Leben
Feddersen wurde an den Kunstakademien in Weimar und München ausgebildet. Er war zunächst als Zeichenlehrer tätig. 
Feddersen lebte auf Föhr und später in Keitum auf Sylt, wo er als Original galt.
Er betrieb hauptsächlich Ölmalerei, später schuf er auch Kohlezeichnungen. Ein Enkel aus der ersten Ehe ist Hinrich Feddersen.

## Ausstellungen
- C. C. Feddersen. Ein Künstlerleben auf Sylt, Sylter Heimatmuseum, Keitum 2014/2015.
- Neuerwerbungen und Bilder aus dem Bestand des Söl'ring Foriining, mit Albert Aereboe, Andreas Dirks, Otto Eglau, C. P. Hansen, Richard Kaiser, Hugo Köcke, Franz Korwan, Ingo Kühl, Walther Kunau, Dieter Röttger, Siegward Sprotte, Helene Varges, Magnus Weidemann u. a., Sylter Heimatmuseum, Keitum 2003.
- Rendezvous!, mit Wenzel Hablik, Horst Janssen, Boy Lornsen, Dieter Röttger, Siegward Sprotte, Magnus Weidemann, Helene Varges u. a., Sylter Heimatmuseum, Keitum / Sylt 2018[2][3]